# 항원성
항원성(영어: Antigenicity 엔터저니시티[*])은 적응성 면역성을 가진 특정 제품군과 특별히 결합할 수 있는 화학 구조(항원 또는 햅텐)의 용량이다. T 세포 수용체 또는 항체(a.k.a B 세포 수용체)로 인해 일어난다. 과거에 항원성은 현재 면역유전성으로 알려진 것을 언급하기 위해 더 흔하게 사용되었고, 그 둘은 여전히 종종 상호 교환적으로 사용된다. 그러나 엄밀히 말하면 면역유전성은 적응성 면역 반응을 유도하는 항원의 능력을 말한다. 따라서 항원은 특히 T 또는 B 세포 수용체에 결합될 수 있지만 적응형 면역 반응을 유도하지는 않는다. 항원이 반응을 유도하면 면역항원이라고 하는 '면역성 항원'이다.

## 참고 문헌
- Cruse, Julius M.; Lewis, Robert E. (1998). 《Atlas of Immunology》. Boca Raton: CRC Press. ISBN 978-0849394898.